# Ivan Sjipov

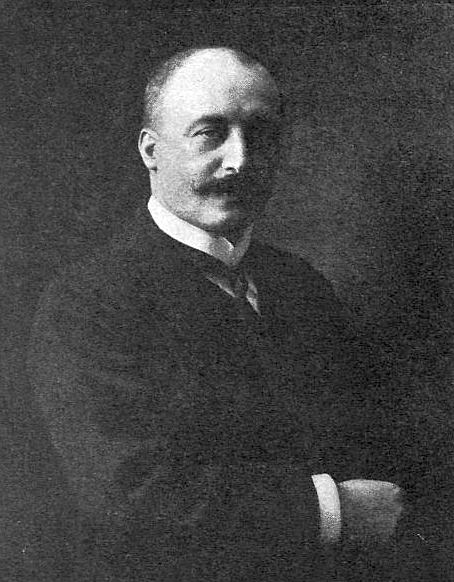
Ivan Sjipov

Ivan Pavlovitj Sjipov (ryska: Иван Павлович Шипов), född 1865 i Nizjnij Novgorod, Kejsardömet Ryssland, död 1919 (?), var en rysk diplomat och politiker.
Sjipov var 1902–05 ordförande i kommittén angående lantbruksindustri, 1905 delegerad vid fredskonferensen i Portsmouth, den 10 november 1905 till den 27 januari 1906 finansminister, 1907 envoyé i Kina och Japan, den 8 februari 1908 till den 27 januari 1909 handelsminister och därefter medlem av riksrådet. Han var även verksam som nationalekonomisk skriftställare. Enligt osäkra uppgifter avrättades han 1919 i Rostov-na-Donu av bolsjevikerna.